# كليمنت موريل
كليمنت موريل (بالفرنسية: Clément Morel)‏ هو لاعب كرة مضرب فرنسي، ولد في 16 يوليو 1984 في أولينز في فرنسا.

## وصلات خارجية
- كليمنت موريل على موقع رابطة محترفي التنس (الإنجليزية)
- كليمنت موريل على موقع الاتحاد الدولي لكرة المضرب (الإنجليزية)
- كليمنت موريل على موقع كأس ديفيز (الإنجليزية)
- كليمنت موريل على موقع خلاصة التنس.كوم (الإنجليزية)